# Trichorhina minutissima
Trichorhina minutissima là một loài chân đều trong họ Platyarthridae. Loài này được Budde-Lund miêu tả khoa học năm 1913.